# Życie Siedleckie
Życie Siedleckie — tygodnik lokalny (subregionalny, nieściśle zaliczany do regionalnych), ukazujący się w każdy piątek na terenie Siedlec, Garwolina, Mińska Mazowieckiego, Łosic, Węgrowa, Sokołowa Podlaskiego i Łukowa.
Tygodnik wydawany był do kwietnia 2009 r. przez spółkę Presspublica (wydawcę m.in. tytułów Rzeczpospolita i Parkiet), jako jeden z trzech lokalnych (subregionalnych) dodatków dziennika Życie Warszawy. Oprócz wydania papierowego gazeta dostępna była w prenumeracie w wersji elektronicznej. Od maja 2009 r. nowym wydawcą (już tylko postaci drukowanej) jest spółka Publica-Press, która w grudniu 2011 r. zmieniła nazwę na Życie Siedleckie Sp. z o.o..